# Tell Me Why (The Kid Laroi)
Tell Me Why è un singolo del rapper australiano The Kid Laroi, pubblicato il 17 luglio 2020 come secondo estratto dal primo mixtape F*ck Love.

## Descrizione
Il brano è stato scritto dall'artista e i produttori OkTanner, Pharaoh Vice, Leyva, Taz Taylor e MJNichols. È un omaggio al defunto rapper statunitense, Juice Wrld.

## Video musicale
Il video musicale è stato pubblicato in concomitanza con l'uscita del brano sul canale YouTube di Lyrical Lemonade.

## Tracce
1. Tell Me Why – 3:16

## Classifiche
| Classifica (2020) | Posizione massima |
| ----------------- | ----------------- |
| Australia         | 49                |
| Canada            | 86                |
| Irlanda           | 77                |
| Stati Uniti       | 104               |